# Isotomurus bidenticulata
Isotomurus bidenticulata är en urinsektsart som beskrevs av Tycho Fredrik Hugo Tullberg 1976. Isotomurus bidenticulata ingår i släktet Isotomurus och familjen Isotomidae. Inga underarter finns listade i Catalogue of Life.